# Nathan Dempsey
Nathan Dempsey (* 14. Juli 1974 in Spruce Grove, Alberta) ist ein ehemaliger kanadischer Eishockeyspieler, der während seiner aktiven Karriere unter anderem für die Toronto Maple Leafs, Chicago Blackhawks, Los Angeles Kings und Boston Bruins in der National Hockey League gespielt hat.

## Karriere
Als Junior spielte er bei den Regina Pats in der kanadischen Juniorenliga Western Hockey League unter anderem mit Jeff Friesen und Jeff Shantz. Er wurde während des NHL Entry Draft 1992 von den Verantwortlichen der Toronto Maple Leafs in der elften Runde an insgesamt 245. Position ausgewählt. Ab 1993 setzten ihn die Leafs in ihrem AHL-Farmteam, den St. John’s Maple Leafs ein. In der Saison 1996/97 gab er sein NHL-Debüt. Bis 2002 kam er in Toronto jedoch nur zu 48 Einsätzen.
Er wechselte zu Beginn der Spielzeit 2002/03 zu den Chicago Blackhawks. Dort konnte er sich zum Stammspieler, wurde jedoch zum Ende seiner zweiten Spielzeit an die Los Angeles Kings abgegeben. Während des Spielerstreiks in der Saison 2004/05 stand der Linksschütze bei den Eisbären Berlin aus der Deutschen Eishockey Liga unter Vertrag. Mit den Eisbären konnte der gebürtige Kanadier die Deutsche Meisterschaft gewinnen. Dempsey kam in 22 Partien zum Einsatz und erzielte dabei acht Scorerpunkte.
Im Sommer 2005 kehrte er nach Nordamerika ins Team der Los Angeles Kings zurück. Am 7. August 2006 nahmen ihn die Boston Bruins unter Vertrag, für die er allerdings nur 17 Ligaspiele absolvierte und die meiste Zeit für das Farmteam, die Providence Bruins, auf dem Eis stand. In der Saison 2007/08 spielte er in der Schweiz für den SC Bern.

## Erfolge und Auszeichnungen
| - 1994 WHL East Second All-Star Team - 2001 Teilnahme am AHL All-Star Classic - 2002 Teilnahme am AHL All-Star Classic | - 2002 AHL Second All-Star Team - 2002 Fred T. Hunt Memorial Award - 2005 Deutscher Meister mit den Eisbären Berlin |

## Karrierestatistik
(Legende zur Spielerstatistik: Sp oder GP = absolvierte Spiele; T oder G = erzielte Tore; V oder A = erzielte Assists; Pkt oder Pts = erzielte Scorerpunkte; SM oder PIM = erhaltene Strafminuten; +/− = Plus/Minus-Bilanz; PP = erzielte Überzahltore; SH = erzielte Unterzahltore; GW = erzielte Siegtore; 1 Play-downs/Relegation; Kursiv: Statistik nicht vollständig)